# Por una cabeza
Por una Cabeza és un tango escrit el 1935 amb música de Carlos Gardel i lletra d'Alfredo Le Pera.
La versió original va ser enregistrada per Carlos Gardel el 19 de març de 1935 amb número de màster BVE 89.227-2, per a la seva última pel·lícula Tango Bar de Paramount Pictures. Gardel era un expert en temes hípics, això fa que aquesta cançó tingui un especial valor entre els seus seguidors.

## Composició i lletres
El títol és una frase en castellà de les curses de cavalls, que significa "per un cap", i es refereix a un cavall que guanya una cursa per poc, només per la longitud del cap. La lletra parla d'un jugador compulsiu en curses de cavalls que compara la seva addicció per als cavalls amb la seva atracció per les dones.
Alfredo Le Pera era un argentí, nascut al Brasil, fill d’immigrants italians. Le Pera i Gardel van morir en un accident d'avió a Medellín, el dilluns 24 de juny de 1935.
La cançó es va compondre originalment en la major. Després es va adaptar al violí i al piano de vegades en la major, i altres, en sol major.

## Usos notables
"Por Una Cabeza" apareix en una famosa escena de tango a la pel·lícula Scent of a Woman (1992) de Martin Brest, a l'escena inicial de Schindler's List (1993) de Steven Spielberg i a True Lies (1994) de James Cameron.
Nicola Benedetti interpreta un arranjament, sense veu, al seu disc The Silver Violin de 2012.

## Lletres en el domini públic

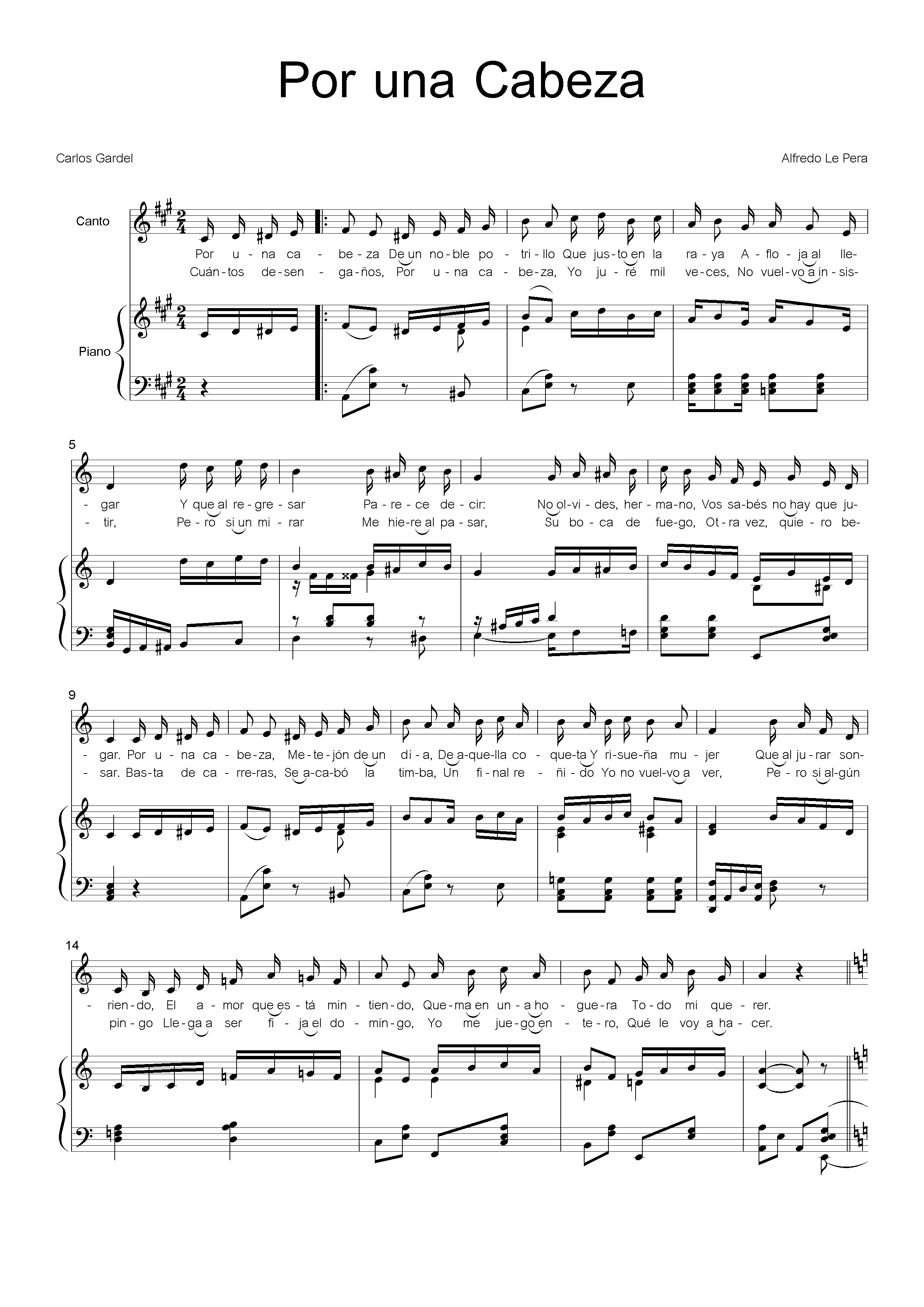
Por una Cabeza, edició de 1935.

| Por una cabeza de un noble potrillo que justo en la raya afloja al llegar, y que al regresar parece decir: No olvidés, hermano, vos sabés, no hay que jugar. Por una cabeza, metejón de un día de aquella coqueta y risueña mujer, que al jurar sonriendo el amor que está mintiendo, quema en una hoguera todo mi querer. | (tornada) Por una cabeza, todas las locuras. Su boca que besa, borra la tristeza, calma la amargura. Por una cabeza, si ella me olvida qué importa perderme mil veces la vida, para qué vivir. | Cuántos desengaños, por una cabeza. Yo juré mil veces, no vuelvo a insistir. Pero si un mirar me hiere al pasar, su boca de fuego otra vez quiero besar. Basta de carreras, se acabó la timba. ¡Un final reñido yo no vuelvo a ver! Pero si algún pingo llega a ser fija el domingo, yo me juego entero. ¡Qué le voy a hacer..! (tornada) |